# Scéla mucce Meic Dathó
Scéla mucce Meic Dathó ['ʃkʴeːla 'mukʴe mikʴ 'daθoː] („Die Geschichte von Mac Dathós Schwein“) ist der Titel einer Erzählung aus dem Ulster-Zyklus der keltischen Mythologie Irlands. Die älteste Version des vermutlich um 800 verfassten Werkes ist im Lebor Laignech („Das Buch von Leinster“) erhalten. Diese Sage wird einerseits als Remscéla (Vorgeschichte, Vorerzählung) der Táin Bó Cuailnge („Der Rinderraub von Cooley“) gesehen, andererseits auch als Parodie auf ältere Heldenerzählungen.

## Aufbau des Textes
Wie fast alle altirischen Sagen ist Scéla mucce Meic Dathó nicht ausschließlich in Prosa, sondern in besonders hervorgehobenen, dramatischen Szenen in metrisch gebundener Rede verfasst, den sogenannten „rhetorischen“ Passagen (roscada ['Roskaða], retorics, rhetorics). Diese Abschnitte in archaischer Metrik wurden in späteren Aufzeichnungen manchmal durch Gedichteinschübe ersetzt. Ein Beispiel für die gebundene Form, teilweise mit Alliteration (Anlautgleichheit), ist die Herausforderung von Cet mac Mágach durch Conall Cernach:
| Fo chen Cet Cet mac Mágach magen churad cride n-ega eithre n-ela eirr trén tressa trethan ágach caín tarb tnúthach: Cet mac Mágach. | „Willkommen Cet, Cet, Sohn von Maga, Ort von Helden, Herz von Eis, Gefieder des Schwans, starker Wagenkämpfer der Schlacht, Meer von Kämpfen, schönwütender Stier, Cet, Sohn von Maga.“ |

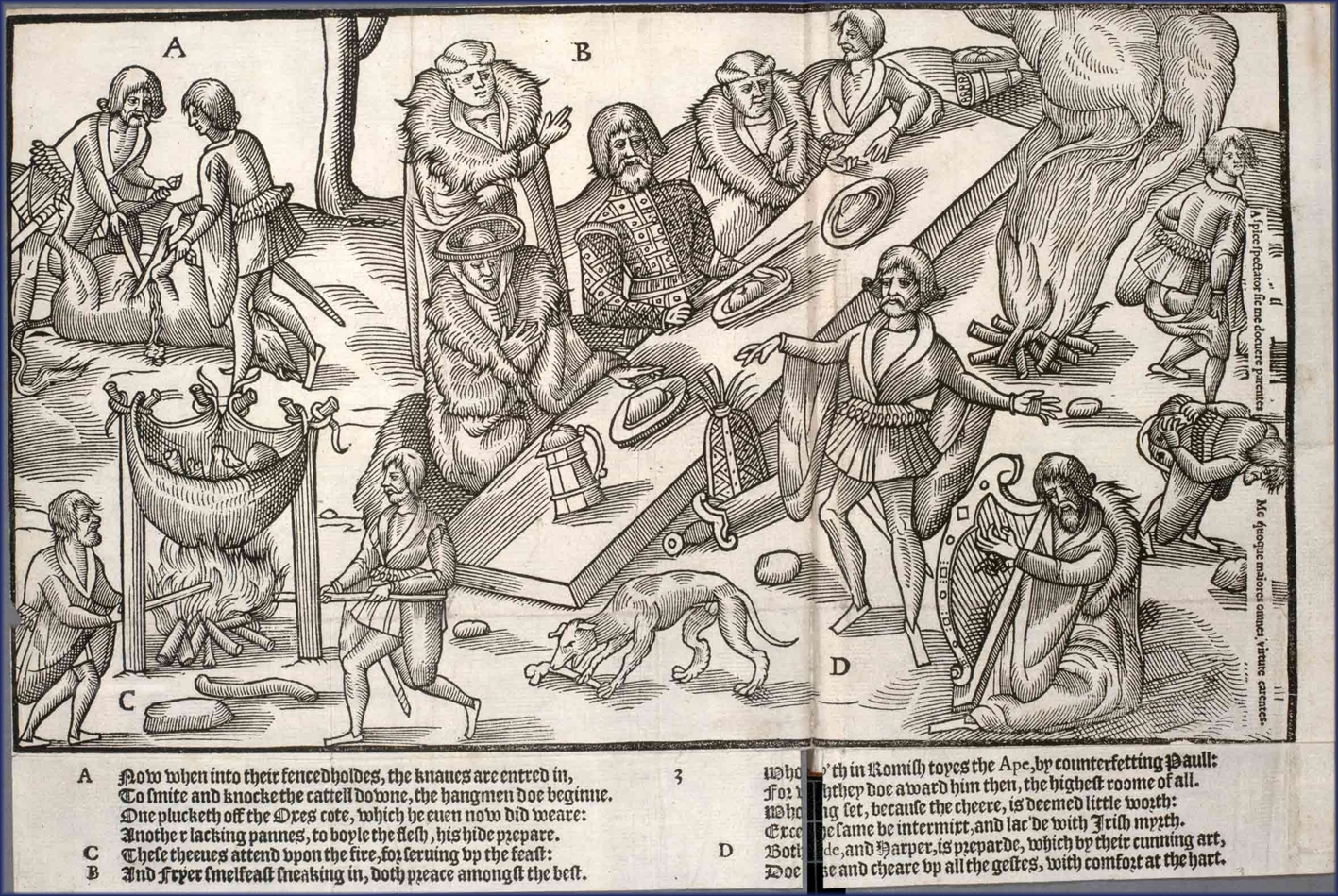
Irisches Festgelage – Holzschnitt aus „The Image of Irelande“, John Derrick, 1581

Die „rhetorischen“ Passagen wurden im Laufe der mündlichen Tradierung und der damit verbundenen Änderung von Form und Sprache konserviert und damit immer dunkler und unverständlicher, was sie besonders hervorhob. Sie werden oft als Reste der mündlichen Erzählungen gesehen, die von den Autoren der schriftlichen Überlieferungen mit der Prosageschichte verbunden wurden, um einen sinnvollen Ablauf herzustellen. Dass diese roscada immer auf vorchristliche mündliche Überlieferung zurückgehen, ist nicht sehr wahrscheinlich. Sowohl in der altgermanischen als auch in der altindischen Dichtung ist dieser Wechsel zwischen Prosa und gebundener Form ebenfalls zu finden und könnte deshalb eine urindogermanische Dichtform darstellen.

## Inhalt
König Conchobar mac Nessa von Ulster und König Ailill mac Máta von Connacht wollen beide den Hund Ailbe des Briuga (Großbauer) Mac Dathó [mak 'daθoː] aus Leinster erwerben. Der eigentliche Name Mac Dathós ist Mes Roeda („Eichelernte des großen Waldes“). Der hat diesen Hund von Celtchar mac Uthechair geschenkt bekommen (siehe Aided Cheltchair maic Uthechair, „Der Tod Cheltchars, des Sohnes Uthechars“). Da es sich Mac Dathó mit keinem verderben will, verspricht er den Abgesandten beider Könige das Tier und lädt gleichzeitig zu einem großen Festmahl in seinen bruiden (Halle) ein. Der Festbraten ist ein riesiges Schwein und es beginnt ein Streit zwischen den Helden von Ulster und Connacht um den Heldenbissen (curad-mír). Der Connachter Cet mac Mágach sieht sich schon als Sieger, nachdem er zuerst den Sohn von Eogan mac Durthacht, dann Cúscraid Menn Macha und schließlich Celtchar mac Uthechair beschämt hat, muss sich jedoch dem Ulaid (Ulter) Conall Cernach im Wortgefecht geschlagen geben.
„Nun geh weg von dem Schwein,“ sagte Conall.
„Wie kommst du darauf?“ fragte Cet.
„Cet, es ist recht, dass du mich herausforderst,“ antwortete Conall, „ich werde mich dir zum Zweikampf stellen. [...] und ich habe niemals ohne den Kopf eines Connachters unter meinem Knie geschlafen.“
„Es ist wahr, du bist ein besserer Krieger als ich,“ sagte Cet. „Aber wenn Anlúan hier wäre, der hätte dir schon anders widersprochen. Es ist unser Unglück, dass er nicht in diesem Haus ist.“
„Aber er ist ja da!“ rief Conall, nahm Anlúans Kopf aus seinem Sack und warf ihn so heftig gegen Cets Brust, dass eine Mundvoll Blut über seine Lippen spritzte.
Dann setzt sich Conall Cernach zum gebratenen Schwein und beginnt es zu zerlegen. Er saugt das ganze Fett aus dem Bauch heraus, nur die Vorderfüße lässt er den Connachtern. Das führt zu einem Kampf mit vielen Toten und einem Blutstrom, der durch die Tür fließt, „…so stark, dass er eine Mühle hätte drehen können“ (…cor-ralsat grith mór co suifed fuil mol for lár ind liss).
Die Ulter schlagen zwar die Connachter in die Flucht und der Hund Ailbe wählt deshalb die Ulter zu seinen neuen Herren. Als er jedoch den Streitwagen Ailills und Medbs angreift, wird er von Fer Loga, Ailills Wagenlenker, getötet. Die Ebene, wo dies geschah, wurde deshalb Mag Ailbe genannt. Fer Loga bringt auch Conchobar in seine Gewalt und dieser muss sich freikaufen. Ein Jahr lang darf Fer Loga als Ehrengast in Emain Macha, der Königsburg von Ulster, wohnen und die Frauen und Mädchen des Hofes müssen täglich singen: „Fer Loga ist unser Liebling!“ (Ferloga mo lennan-sa!). Nach diesem Jahr kehrt er mit zwei von Conchobars besten Pferden und goldenem Zaumzeug nach Leinster zurück.
In der Erzählung Fled Bricrenn („Bricrius Fest“) wird ebenfalls ein Gastmahl mit dem Streit zwischen den Ultern Loegaire Buadach, Cú Chulainn und Conall Cernach um den Heldenbissen geschildert. Hier ist allerdings der unüberwindliche Held Cú Chulainn der Sieger.

## Weblink
- Nora Kershaw Chadwick: The Story of Mac Dathó's Pig, altirischer Originaltext und englische Übersetzung, in An Early Irish Reader, Cambridge University Press.